# کورتنی کامرون
کورتنی کامرون (انگلیسی: Courtney Cameron؛ زادهٔ ۳ ژانویهٔ ۱۹۹۳) بازیکن فوتبال اهل بریتانیا است.
از باشگاه‌هایی که در آن بازی کرده‌است می‌توان به باشگاه فوتبال روترهام یونایتد، باشگاه فوتبال تورکی یونایتد، باشگاه فوتبال استون ویلا، باشگاه فوتبال براکلی تاون، و باشگاه فوتبال ساوتپورت اشاره کرد.